# Żerków (stacja kolejowa)
Żerków – stacja kolejowa we wsi Chrzan, w woj. wielkopolskim, w Polsce. Od miejscowości Żerków oddalona jest o ok. 5 km. Przez stację przebiega linia kolejowa numer 281 Oleśnica – Chojnice.
Stację uruchomiono w 1875 roku. W latach 1974–1975 przeprowadzono elektryfikację linii. Ostatni pociąg pasażerski odjechał z Żerkowa 28 czerwca 2013 roku. 8 czerwca 2018 roku, po pięciu latach przerwy, wznowiono ruch pociągów pasażerskich. Tereny wzdłuż linii oraz w pobliżu stacji objęto ochroną w ramach Żerkowsko-Czeszewskiego Parku Krajobrazowego.

## Ruch pasażerski
| Rok  | Wymiana pasażerska na dobę |
| ---- | -------------------------- |
| 2017 | –                          |
| 2022 | 20-49                      |